# Sortida de missa
Sortida de missa és una pintura sobre tela feta per Joan Ferrer i Miró el 1893 i que pertany als fons de la Biblioteca Museu Víctor Balaguer, amb el número de registre 169 d'ençà que va ingressar el maig de 1893, de mans del mateix artista.

## Descripció
Representació d'una escena en la qual una dona i una nena surten de l'església, tot baixant-ne les escales d'accés. La nena, situada just al centre de la composició, duu un vestit blanc amb flors vermelles, barret i ombrel·la, i té els peus en els dos primers esgraons superiors de l'escala. La dona duu un vestit negre i d'ella pràcticament només veiem el rostre, perquè es troba sobre el fons negre de l'interior de l'església. Tots dos personatges són frontals i miren l'espectador frontalment.

## Inscripció
Al quadre es pot llegir la inscripció "Ferrer Miró".